# Eurípedes Amoreirinha
Eurípedes Daniel Adão Amoreirinha (Vila Franca de Xira, 5 de Agosto de 1984) é um futebolista português que joga habitualmente a defesa.
Durante a época de 2007/2008 jogou no UTA Arad da Liga 1 da Roménia, por empréstimo do CFR Cluj. 
O Cluj pagou €1m ao Benfica no verão de 2007.
No início de 2009, depois de ter rescindido com o CFR Cluj, invocando falta de pagamento de salários, assinou pela Académica de Coimbra a custo zero. O contrato é válido até ao final da época 2010/2011.